# Spilosoma persimalis
Spilosoma persimalis är en fjärilsart som beskrevs av Rothschild 1914. Spilosoma persimalis ingår i släktet Spilosoma och familjen björnspinnare. Inga underarter finns listade i Catalogue of Life.